# Juan Rodríguez de Figueroa
No se debe confundir con su contemporáneo Juan de Figueroa, gobernador de Milán.
Juan Rodríguez de Figueroa (Ledesma, 1490 – Madrid, 25 de marzo de 1565) fue un jurista, religioso y hombre de estado español al servicio de Carlos I y de Felipe II.

## Su carrera
Nacido en la villa de Ledesma, Salamanca, poseedor del mayorazgo de los Figueroa, donde se conserva la dotación que hace para las capellanías de su familia. Estudió en el colegio de San Bartolomé de la Universidad de Salamanca, de la que posteriormente fue catedrático de cánones; fue juez metropolitano, canónigo doctoral de la iglesia de Coria, vicario en Alcalá del arzobispo de Toledo Alonso de Fonseca, en cuyas competencias dirigió los procesos de 1526 contra Ignacio de Loyola; oidor de la Chancillería de Valladolid, auditor de Rota en Roma y regente en el virreinato de Nápoles, desde donde regresó a España para servir en el consejo y cámara de Castilla. 
Fue también caballero de la Orden de Santiago, de la que fue comendador de Villanueva de Alcaraz y de Hornachos. En 1542 ofició como visitador del consejo de Indias para poner fin al maltrato que sufrían los indígenas americanos, de cuya resulta fueron promulgadas las Leyes Nuevas.
Consejero de estado desde 1558, presidente del Consejo de Órdenes al año siguiente, consejero del de Italia y finalmente presidente del Consejo de Castilla, en cuyas funciones murió a los 75 años de edad. Fue enterrado en el claustro del convento de San Francisco de Ciudad Rodrigo.

## Su carácter
Parece haber sido una persona de carácter difícil: cuando Felipe II consultó a Francisco de Borja por los candidatos idóneos para ocupar puestos de importancia, este escribió sobre Figueroa: «es grande inconveniente no ser tratable (...) porque con el desabrimiento huyen dél como heridos los negociantes»; el propio rey, al otorgarle la presidencia de Castilla «le mando mudase la condición, que la tenía poco dulce». En 1565 el inquisidor general Fernando Valdés consiguió un breve de Pío IV para procesarle por injurias al Santo Oficio y a la Santa Sede, aunque renunció a llevar a cabo la acusación debido al alto cargo que mantenía Figueroa.